# 축복의 캄파넬라
《축복의 캄파넬라》(祝福のカンパネラ 슈쿠후쿠노 칸파네라[*])는 윈드밀Oasis에서 2009년 1월 30일에 발매된 18세미만 구입금지 등급의 PC용 성인용 게임 소프트웨어, 또는 이를 원작으로 한 코믹 및 TV 애니메이션을 의미한다. 캄파넬라는 이탈리아어로 종을 뜻한다.

## 작품개요
2006년에 발매된《해피니스!리럭스》에 이어 윈드밀Oasis의 2번째 작품으로서 개발이 시작되었다. 캐릭터 디자인은 윈드밀에서《맺어진 다리(結い橋)》·《크레이들 송(くれいどるそんぐ)》·《해피니스!》, 윈드밀Oasis에서《해피니스!리럭스》의 캐릭터 디자인을 맡은 코~챠가 담당하고 있다. 코~챠의 전작《해피니스!》와 마찬가지로, 판매촉진활동으로서 메인 히로인 4인의 캐릭터송을 수록한 CD가 게임 본편 발매전 선행 발매와 대규모의 선전활동을 하였다. 가도카와 쇼텐의〈콘프티크〉2008년 11월호부터 코나타 휴우라에 의해 만화판도 연재중이다. 또한, 2010년 7월 예정으로 TV 애니메이션이 방영예정이다. 또한 2010년 9월 30일엔 플레이스테이션 포터블로의 이식판 《축복의 캄파넬라 Portable》이 가도카와 쇼텐으로부터 발매예정.

## 줄거리
(일본어) 공식 사이트의 줄거리 페이지

## 등장인물
성우 이름은 PC판/TV 애니메이션판의 순으로 기술한다.

### 메인 캐릭터
레스터 메이크라프트(レスター･メイクラフト),Leicester Maycraft)
성우:없음/오카모토 노부히코
키:176cm, 혈액형:AB형
주인공. 클랜 Oasis 소속의 아이템 기사로, 퀘스트로 얻은 재료를 사용해 여러 가지 장치(자동으로 돌아가는 회중시계나 세탁기 등)를 만들어 판매하고 있다. 기술력으론 최고라 불리지만, 가끔 쓸데없는 기능까지 붙여버린다. 모친을 닮아 단정한 생김새에 부드럽고 느긋한 성격의 소유자이다.
원래 클랜의 마스터는 카리나이지만, 퀘스트의 선택이나 전투 사이의 지시는 레스터에게 일임되어 있다.
미넷트(ミネット, Minette)
성우:안즈 미츠/카도와키 마이(게임, TV 애니메이션 동일)
키:142cm, 혈액형:?, 쓰리사이즈:66.5(AA)/50/68
약 7년간 잠들었다 눈을 뜬, 인간형의 오토마타(자동인형). 호기심이 왕성하고 천진난만한 성격을 지녔으며, 보는 사람 누구라도 행복해질 것 같은 부드럽고 기운찬 미소가 특징적. 그 미소 덕분인지 도시마을에서 많은 이들로부터 사랑을 받고 있다.
알트워즈가 처음 기동했을 때 이후 다시 눈을 떴을 때, 레스터를 처음 본 후 그를 '파파'라 부르며 아빠처럼 잘 따름.
카리나 베르릿티(カリーナ・ベルリッティ, Carina Verritti)
성우:리이네 루리/코야마 키미코(게임, TV 애니메이션 동일)
키:162cm, 혈액형:B형, 쓰리사이즈:89(F)/55/85
주인공이 소속된 클랜 Oasis의 마스터이면서, 레스터와는 소꿉친구로 옛날부터 그를 좋아해왔다. 클랜의 마스터이면서 에타리아를 다스리는, 파비우스 대공의 딸이기도 하며, 이 세계에선 이미 오래전부터 사용되고 있지 않은 기술인 "마법"을 사용할 수 있다고 한다. 망상벽이 있는 게 흠이라면 흠.
첼시 아콧트(チェルシー・アーコット, Chelsea Arcot)
성우:미야가와 나츠키/이마이 아사미(게임, TV 애니메이션 동일)
키:170cm, 혈액형:?, 쓰리사이즈:84(C)/60/87
신도 "랑그바스"의 신전기사의 한 명이며 레스터의 양친과는 예전부터 알고지낸 사이. 아디팩트 전시회의 경비를 위해 에타리아에 왔다. 엘을 감지할 수 있는 특수능력의 소유자이고, 검 실력도 신전기사들 중에서도 가장 우수함. 하지만 심각한 길치라 혼자 행동시 길을 잃어버리곤 함. 그리고 레스터에게 호감을 품고 있는 듯...
아니에스 브란쥬(アニエス・ブーランジュ, Agnes Boulange)
성우:하루야마 코토미/미즈하시 카오리(게임, TV 애니메이션 동일)
키:150cm, 혈액형:A형, 쓰리사이즈:76(A)/57/80
직접 만든 오토마타(자동인형)를 팔며 각지를 유랑하는 꼬맹이 인형사. '세계 제일의 인형사'를 자처하고 있는 만큼 그 실력은 확실하다. 얼핏 봐선 어려 보이지만 경험이나 지혜가 상당하여 그 태도나 말투는 어딘가 어른스러워 보인다. 단 것을 좋아한다. 그리고 레스터에게 호감을 품고 있는 듯...

### 서브 캐릭터
니나 린드벨리(ニナ･リンドベルイ, Nina Lindberg)
성우:사모토 후우리 /유이모토 미치루(게임, TV 애니메이션 동일)
키:157cm, 혈액형:O형, 쓰리사이즈:83(C)/58/88
Oasis의 클랜하우스의 일 전체를 맡고 있는 관리인. 원래는 카리나의 전속 메이드.
닉 라쟛크(ニック･ラジャック, Nick La'juck)
성우:코타 아키라/후지와라 케이지(게임, TV 애니메이션 동일)
키:188cm, 혈액형:B형
클랜 'Oasis'에 소속된 모험가. 클랜이 처음 생겼을 때부터 함께 한 멤버로, 멤버들에겐 맏형같은 든든한 느낌을 주는 남자. 거대한 도끼를 항상 휴대하고 다닌다.
살사 토르티아(サルサ･トルティア, Salsa Tortilla)
성우:나루세 미아/유노하라 아리(게임, TV 애니메이션 동일)
키:150cm, 혈액형:AB형, 쓰리사이즈:83(C)/57/86
'Oasis'의 라이벌 클랜 '토르티아 컴퍼니'의 부사장. 토르티아 쌍둥이 자매 중 언니로, 북부대륙에 있는 모국 출신. 느긋하고 낙천적인 성격을 지녔으며 아이템 관련 일은 아무리 어려운 기술이라도 잘 해내지만 사무 처리 쪽은 그다지 자신이 없는 듯. 항상 동생인 리토스에게 놀림을 받곤 한다. 그리고 레스터에게 호감을 품고 있는 듯...
리토스 토르티아(リトス･トルティア, Ritos Tortilla)
성우:아구미 오토/고토 마이 (성우)(게임, TV 애니메이션 동일)
키:152cm, 혈액형:AB형, 쓰리사이즈:85(D)/56/86
'Oasis'의 라이벌 클랜 '토르티아 컴퍼니'의 사장. 토르티아 쌍둥이 자매 중 동생으로, 북부대륙에 있는 모국 출신. 외국의 기술을 도입한 기계 제작을 시작으로 도구 제작에 탁월한 능력을 발휘하곤 한다. 졸린 듯한 눈을 하고 있지만 항상 냉철한 모습을 유지하고 있다. 곧잘 살사나 카리나를 놀리곤 한다. 그리고 레스터에게 호감을 품고 있는 듯...
나간 메이크라프트(ナーガン･メイクラフト, Nagan Maycraft)
성우:히다리 하이킷쿠/야스모토 히로키(게임, TV 애니메이션 동일)
키:190cm, 혈액형:A형
에타리아 대성당의 관리자. 레스터의 아버지로 호쾌한 성격을 지님.
셰리 메이크라프트(シェリー･メイクラフト, Sheley eycraft)
성우:미야비 히메노/타카노 나오코(게임, TV 애니메이션 동일)
키:161cm, 혈액형:B형
레스터의 어머니. 외모만으론 레스터의 남매나 친구처럼 보일 정도로 엄청난 동안이다. 흥겨운 성격이며 축제나 이벤트를 좋아한다. 존재하는 것만으로도 주위 분위기를 활기차게 만들어 주는 여성이다.
파비우스 벨릿티(ファビウス･ベルリッティ, Fabious Verritti)
성우:이이 유다나/이시마루 히로야(게임, TV 애니메이션 동일)
키:185cm, 혈액형:O형
카리나의 아버지로 에타리아의 국가원수. 상냥한 성격으로 일찍이 나간, 셰리와 함께 모험을 한 적도 있었다. 모험자 시대엔 격투술을 이용해 싸웠었다고 한다. 딸인 카리나를 무척 예뻐하고 있으며, 미네트를 포함한 미소녀들에게 약한 모습을 보여 준다.
피오레 벨릿티(フィオーレ･ベルリッティ, Fiore Veritti)
성우:카와이 하루카/코오로기 사토미(게임, TV 애니메이션 동일)
키:166cm, 혈액형:B형
카리나의 어머니.
가네트(ガーネット, Garnet)
성우:나카노 사키/하세가와 아키코(게임, TV 애니메이션 동일)
키:140cm, 혈액형:?
자칭 용의 화신. 보통 땐〈용의 세계〉에 있지만, 레스터 일행이 맡아둔 아디팩트의〈용홍옥(카방클)〉을 통해서 정신체로서 불리는 일이 있다. 정신체이지만 먹고 마시는 건 보통으로 할 수 있다.
미리엄(ミリアム, Miriam)
성우:미루/이치무라 오마(게임, TV 애니메이션 동일)
키:152cm, 혈액형:?
미네트가 클랜 멤버 이외에 처음으로 친구가 된 아이로, 아바딘의 여동생. 아니에스와도 면식이 있다. 원래 병으로 벌써 죽었어야 하나, 아바딘이 오토마타의 코어를 심어 생명을 연장하고 있다. 하지만 심어진 코어 자체가 완벽하지 않아 여전히 건강을 되찾지 못 하고 있다.
아바딘 로란드(アバディーン・ローランド, Aberdeen)
성우:노리유키/스기야마 노리아키(게임, TV 애니메이션 동일)
아니에스의 사형격인 남자로, 미리엄의 친오빠. 아니에스와 함께 미제 알트워즈 밑에서 일한 적이 있다고 한다. 병으로 죽어 가는 동생에게 오토마타의 코어를 심어 오토마타화 시켰으나, 그 코어가 완벽하지 않다는 걸 알고 동생을 완벽히 살리기 위해 아브릴과 같이 미네트의 코어를 노린다.
아니에스로부턴〈아바오빠(アバ兄)〉라 불리고 있다.
아비릴(アヴリル, Avril)
성우:쿠죠 시노/고토 유코(게임, TV 애니메이션 동일)
언제나 아바딘의 곁에 있다. 미네트와는 분위기가 닮은 듯하다.
미제 알트워즈(ミゼ・アルトワーズ)
성우:니시키부 츠카사/히라타 히로미
아니에스와 아바딘의 스승(메드레스)로 미네트의 모친(제작자). 예전엔 나간이나 셰리와 같은 클랜에 소속되어 있기도 했다.
탱고(タンゴ)
성우:카와이 하루카/코오로기 사토미
아니에스가 만든 오토마타. 원래는 생일 때 받은 고양이 인형이었다.
골렘(ゴーレム)
성우:히다리 하이킷쿠/야스모토 히로키
트로티아 자매가 끌고 다니는 골렘.
몬딧키어(モンテッキア)
성우:미공개/히라타 히로미
카리나가 들고 다니는 마법 지팡이. 원래는 그냥 지팡이였으나, 레스터가 코어를 이용해 키리나를 위해서 오토마타화 시켜 줬다..

## 용어설명
엘타리아(エルタリア, Ert'Aria)

## 게임 정보

### 스탭
- 기획 - 코~챠
- 원화 - 코~챠
- 시나리오 - 사이토우 켄지, 챠토라
- SD원화 - 나루세 미아
- 보컬곡 - Elements Garden
- BGM - Elements Garden, Ecnemuse

### 주제가
- 오프닝 테마《축복의 캄파넬라(祝福のカンパネラ)》
  - 노래 - 사토 히로미·NANA, 작사 - 사토 히로미, 작곡 - 야게마츠 노리야스(Elements Garden)
- 엔딩 테마《보물(たからもの)》
  - 노래 - 야다 미코, 작사 - 사토 히로미, 작곡 - 키쿠타 다이스케(Elements Garden)
- 미넷트 캐릭터송《*twinkle*twinkle*》
  - 노래 - 안즈 미토, 작사 - 사토 히로미, 작곡 - 야게마츠 노리야스(Elements Garden)
- 카리나 베르릿티 캐릭터송《White Crystal》
  - 노래 - 리이네 루리, 작사 - 사토 히로미, 작곡 - 키쿠타 다이스케(Elements Garden)
- 첼시 아콧트 캐릭터송《은월(銀月) ~La lune de l'argent~》
  - 노래 - 미야가와 나츠키, 작사 - 사토 히로미, 작곡 - 후지마 히토시(Elements Garden)
- 아니에스 브란쥬 캐릭터송《A ray of sunshine!!》
  - 노래 - 하루야마 코토미, 작사 - 사토 히로미, 작곡 - 후지타 슌페이(Elements Garden)

### 구입특전
- 초회특전:원화 · 일러스트집＋BGM Digital Sound Tracks〈la campanella della benedizione〉
- 예약 켐페인 특전:풀컬러 일러스트집〈Il mondo di brillante colore〉

## TV 애니메이션판
2010년 7월부터 9월까지 방영.

### 스탭
- 원작 : 윈드밀
- 캐릭터 원안 : 코~챠
- 감독 : 우시로 신지
- 조감독 : 오이카와 케이
- 캐릭터디자인 : 후지타 마리코
- 총작화감독 : 코가 마코토
- 각본 : 나카무라 코지로, 아미야 마사하루, 사이토우 켄지
- 프롭디자인 : 츠네키 시노부
- 미술감독 : 스기야마 유우코
- 색채설정 : 키무라 사나에
- 촬영감독 : 이마이즈미 히데키
- 편집 : 사쿠라이 타카시
- 음악 : Elements Garden
- 음향감독 : 에노모토 타카히로
- 음향제작 : 델파이 사운드
- 애니메이션 제작 : AIC
- 제작 : 축복의 캄파넬라 제작위원회(마벨러스 엔터테인먼트, 미디어 팩토리, AIC, AT-X, 란티스)

## OVA
《축복의 캄파넬라 OVA》는 2011년 3월 30일에 발매의 TV 애니메이션의 번외편 OVA. 메인 스태프는 TV 시리즈와 동일. 2011년 6월 13일(6월 12일 심야)에 AT-X에서 방영되었다.

## 관련상품
만화
- 《콘프티크》(가도카와 쇼텐) 2008년 11월호부터 연재중(작화:코나타 휴우라). 현재 단행본은 1권까지 발행.
- 마지큐 4콤마 축복의 캄파넬라(엔터 브레인, 단행본 1권)
- 축복의 캄파넬라 코믹 앤솔로지(이치진샤, 단행본 1권)

서적
- TECH GIAN 슈퍼 프레류드《축복의 캄파넬라》(엔터브레인, 2008년 12월 12일 발매)

일러스트, 캐릭터, 세계관 소개등 전반적인 게임 소개가 주내용. 부록으로 체험판 및 각종 동영상 등과 본 게임의 원화가 코~챠가 메인 캐릭터 디자인을 맡았던 윈드밀의 첫작품 《맺어진 다리(結い橋)》의 리뉴얼판인 《맺어진 다리(結い橋)R》의 풀버전이 수록된 DVD가 부록으로 제공되었다.
- 축복의 캄파넬라 오피셜 팬북(아스키 미디어 웍스, 2009년 7월 발매)

소설
CD
- 캐릭터송 CD
  - Vol.1 미넷트〈 *twinkle*twinkle*〉(2008년 10월 24일 발매)
  - Vol.2 카리나 베르릿티〈White Crystal〉(2008년 10월 24일 발매)
  - Vol.3 첼시 아콧트〈은월 ~La lune de l'argent~〉(2008년 11월 28일 발매)
  - Vol.4 아니에스 브란쥬〈A ray of sunshine!!〉(2008년 11월 28일 발매)
- 주제가〈축복의 캄파넬라〉(2009년 1월 30일 발매)

## 인터넷 라디오
- 축복의 칸파네라디오(HOBiRECORDS, 온센 2008년 10월 8일~)
  - 퍼스널리티 - 나루세 미아, 고토 마이